# Alegria tristesa
Alegria tristesa (originalment en castellà, Alegría tristeza) és una pel·lícula espanyola de drama i thriller dirigida per Ibon Cormenzana, autor també del guió amb Jordi Vallejo i Duarri, i produïda per Arcadia Motion Pictures, Movistar+ i Televisió de Catalunya. S'ha doblat en català per TV3, que va emetre-la per primer cop la nit del 12 de novembre de 2022.

## Sinopsi
Marcos, bomber de professió i acostumat a viure situacions límit, forma una família vital i carismàtica amb la seva esposa Sandra i la seva filla Lola. Però rep un cop molt dur que farà que la seva vida faci un gir inesperat, que li provoca estrès posttraumàtic i alexitímia, trastorn que li ha produït un bloqueig emocional, deixant-lo incapaç de reconèixer les seves pròpies emocions, ni les dels altres. Amb ajuda de la seva família inicia un tractament amb el doctor Duran. En el camí per a tornar a sentir, la seva filla Lola serà la clau per a reconstruir de nou el seu univers.

## Repartiment
- Roberto Álamo - Marcos
- Maggie Civantos - Sandra
- Claudia Placer - Lola
- Pedro Casablanc - Doctor Duran
- Andrés Gertrúdix - Andrés
- Patxi Freytez - 	Manuel
- Carlos Bardem - Pedro
- Manuela Vellés - Luna

## Crítiques
| «                                 | "Aconsegueix per moments submergir-se en la intricada psique humana (...) però en uns altres es perd en divagacions secundàries (…) Puntuació: ★★ (sobre 5)" | » |
| — Alberto Luchini: Diari El Mundo | |   |

| «                             | "Una bona idea inicial que, potser per falta d'identitat pròpia, s'enfonsa en bona part en el seu penúltim tram. (...) digna temptativa d'acostament profund a nostra més recent història." | » |
| — Javier Ocaña: Diari El País | |   |

| «                                | "Malgrat la bona feina del protagonista, l'avorriment s'apodera de l'espectador en veure les bases amb les quals juga la pel·lícula, personatges que semblen sortits d'un manual de guió dolent (…) Puntuació: ★★ (sobre 5)" | » |
| — Antonio Weinrichter: Diari ABC | |   |

## Nominacions
Carlos Bardem fou nominat al Premi Unión de Actores al millor actor de repartiment de cinema.